# Вусала Сейфаддінова
Вусала Сейфаддінова (азерб. Vüsalə Seyfətdinova; нар. 11 квітня 2000, Азербайджан) — азербайджанська футболістка, нападниця казанського «Рубіна» та національної збірної Азербайджану.

## Життєпис
На батьківщині виступала за клуб «Угур» (Сумгаїт), з яким у сезоні 2018/19 років стала чемпіонкою та володаркою Кубку Азербайджану.
Влітку 2019 року перейшла до російського клубу «Рязань-ВДВ». Дебютний матч у чемпіонаті Росії зіграла 3 серпня 2019 року проти іжевського «Торпедо», вийшовши на заміну у перерві. Усього за половину сезону зіграла 3 матчі у чемпіонаті Росії, у всіх з них виходила на заміну, а також стала зі своїм клубом фіналісткою Кубку Росії.
У жовтні 2020 році перейшла до турецького клубу «АЛГ Спор», у його складі брала участь в кваліфікації ліги чемпіонів 2019/20. 3 листопада 2020 року зіграла в першому кваліфікаційному раунді проти албанської команди «Влазнія» (Шкодер) у Шкодері, де відзначилася одним голом
. 
Виступала за юнацьку та молодіжну збірну Азербайджану. У національній збірній дебютувала в офіційних матчах у 2019 році у кваліфікаційному турнірі чемпіонату Європи-2021.

### Голи на міжнародному рівні
| Дата             | Місце                        | Суперник           | Змагання                                     | Результат                | Рахунок    |
| «АЛГ Спор»       | «АЛГ Спор»                   | «АЛГ Спор»         | «АЛГ Спор»                                   | «АЛГ Спор»               | «АЛГ Спор» |
| ---------------- | ---------------------------- | ------------------ | -------------------------------------------- | ------------------------ | ---------- |
| 3 листопада 2020 | Лоро Борічі, Шкодер, Албанія | «Влазнія» (Шкодер) | кваліфікаційний раунд Ліги чемпіонів 2020/21 | П 3:3 дод. ч. (3:2 пен.) | 1          |